# Złotno
Złotno (deutsch: Goldbach) ist ein Ort in der Stadt- und Landgemeinde Szczytna (Rückers) im Powiat Kłodzki der Woiwodschaft Niederschlesien in Polen.

## Geographie
Złotno liegt zwei Kilometer nördlich von Duszniki-Zdrój (Bad Reinerz) am südlichen Fuß des Heuscheuergebirges. Nachbarorte sind Batorów (Friedrichsgrund) und Chocieszów (Stolzenau)  im Nordosten, Szczytna im Südosten, Dolina (Hermsdorf) im Süden, Słoszów (Roms) im Südwesten und Łężyce (Friedersdorf) im Nordwesten.

## Geschichte
Goldbach wurde 1834 von Leopold von Hochberg, dem Erbauer der Burg Waldstein, gegründet. Es gehörte zum preußischen Landkreis Glatz und war zur Pfarrei St. Peter und Paul in Reinerz gewidmet. Seit 1874 bildete es zusammen mit den Landgemeinden Friedersdorf und Roms den Amtsbezirk Friedersdorf. Bedeutung erlangte es durch die von den Gebrüdern Rohrbach gegründete Glasschleiferei, die sich zu einer erfolgreichen Kristallglasfabrik entwickelte. Wegen seiner Lage an den felsigen Ausläufern des Heuscheuergebirges, die als „Goldbacher Schweiz“ bezeichnet wurden, entwickelte es sich Anfang des 20. Jahrhunderts zu einem beliebten Ausflugs- und Ferienort. Von wirtschaftlicher Bedeutung waren auch die großen Steinbrüche in Ortsnähe. 1939 wurden 640 Einwohner gezählt.
Als Folge des Zweiten Weltkriegs fiel Goldbach 1945 wie fast ganz Schlesien an Polen und wurde zunächst in Złotowo und 1947 in Złotno umbenannt. Die deutsche Bevölkerung wurde vertrieben. Die neu angesiedelten Bewohner waren teilweise Zwangsumgesiedelte aus Ostpolen, das an die Sowjetunion gefallen war. 1975–1998 gehörte Złotno zur Woiwodschaft Wałbrzych (Waldenburg). Kirchlich ist Złotno zur Pfarrkirche St. Johannes der Täufer (Kościół św. Jana Chrzciciela) in Szczytna gewidmet.

## Sehenswürdigkeiten
- Wegkreuze und andere Bildstöcke